# Stignano
Stignano là một đô thị ở tỉnh Reggio Calabria trong vùng Calabria, Ý, có cự ly khoảng 50 km về phía nam của Catanzaro và khoảng 80 km về phía đông bắc của Reggio Calabria. Tại thời điểm ngày 31 tháng 12 năm 2004, đô thị này có dân số 1.367 người và diện tích là 17,3 km².
Đô thị Stignano có các frazioni (các đơn vị cấp dưới, chủ yếu là các làng) Stignano mare, Favaco, Sala, Colture, và Scinà (tiếng Hy Lạp: Schoinià).
Stignano giáp các đô thị: Camini, Caulonia, Pazzano, Placanica, Riace, Stilo.

## Hình ảnh

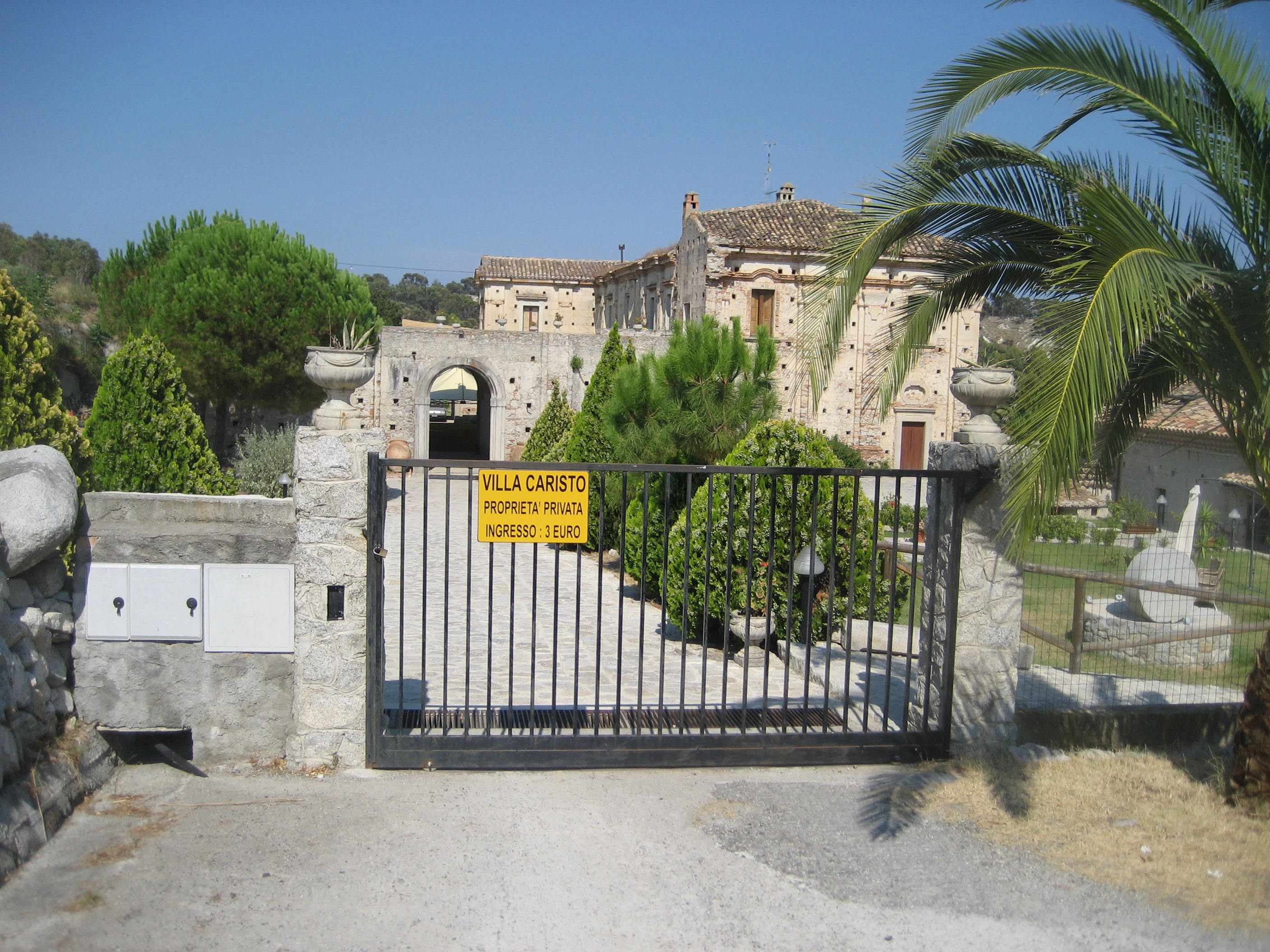
Villa Caristo (Contrada Scinà)
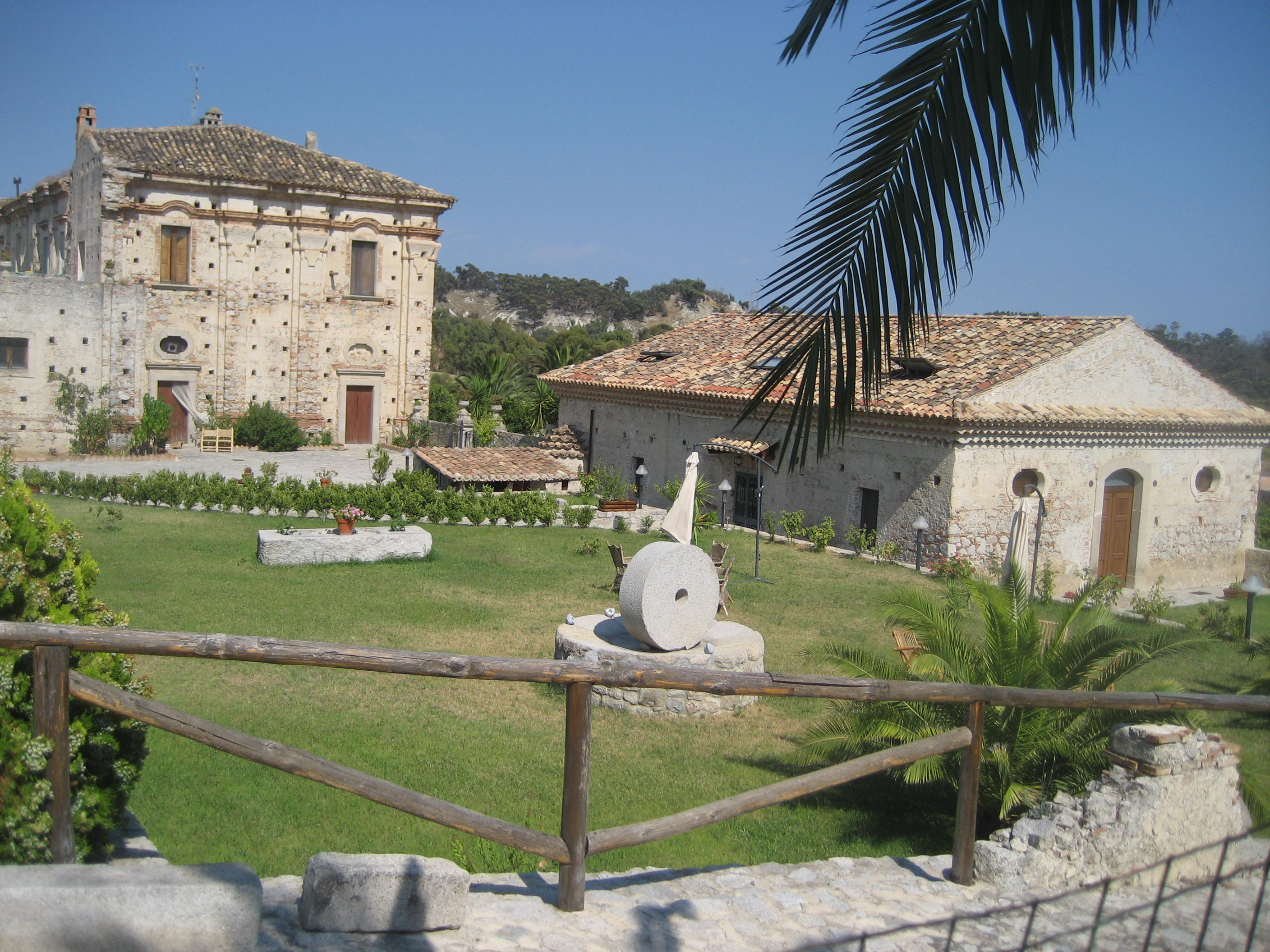
Villa Caristo
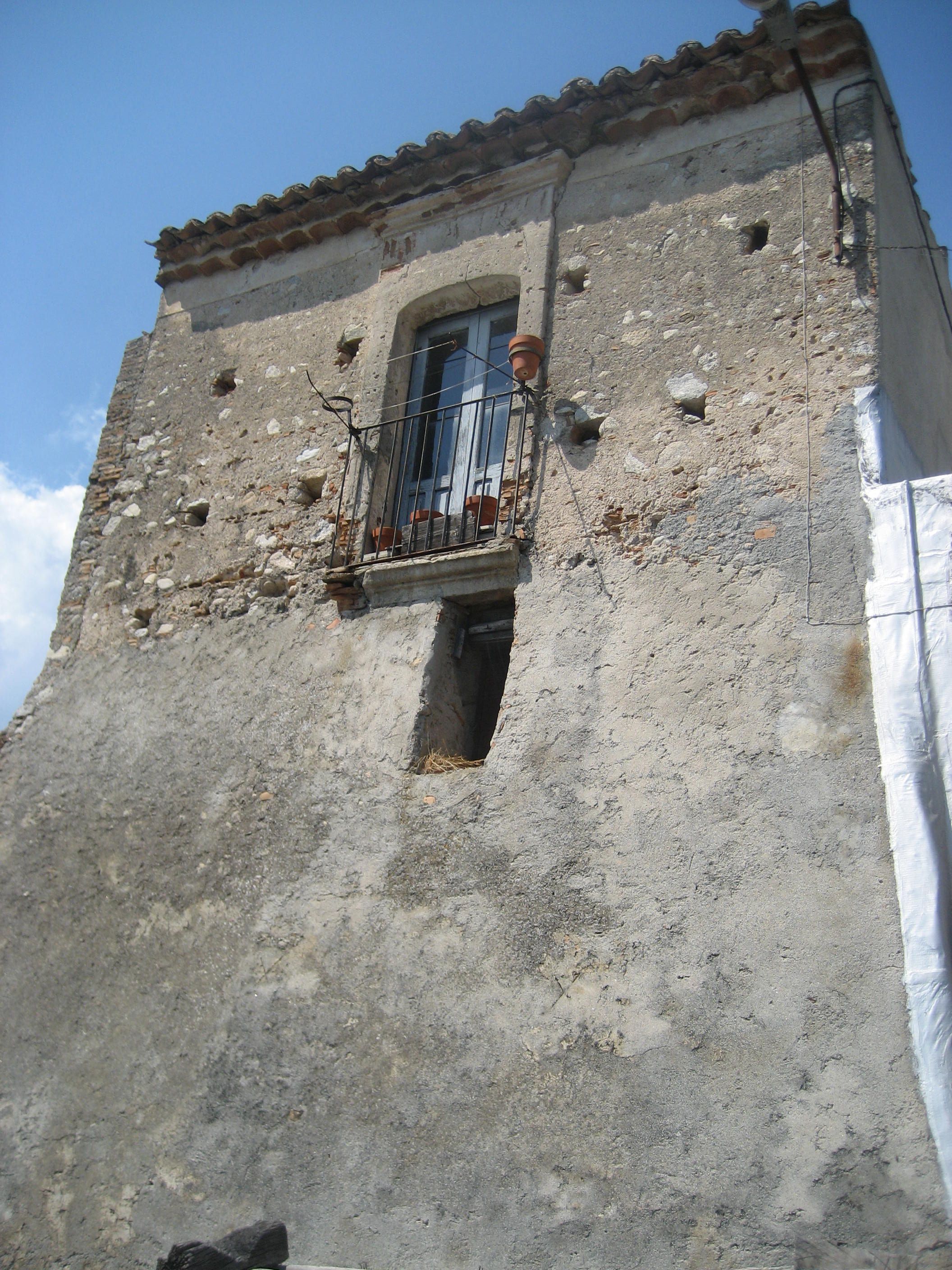
Antica casa di Tommaso Campanella (da restaurare)
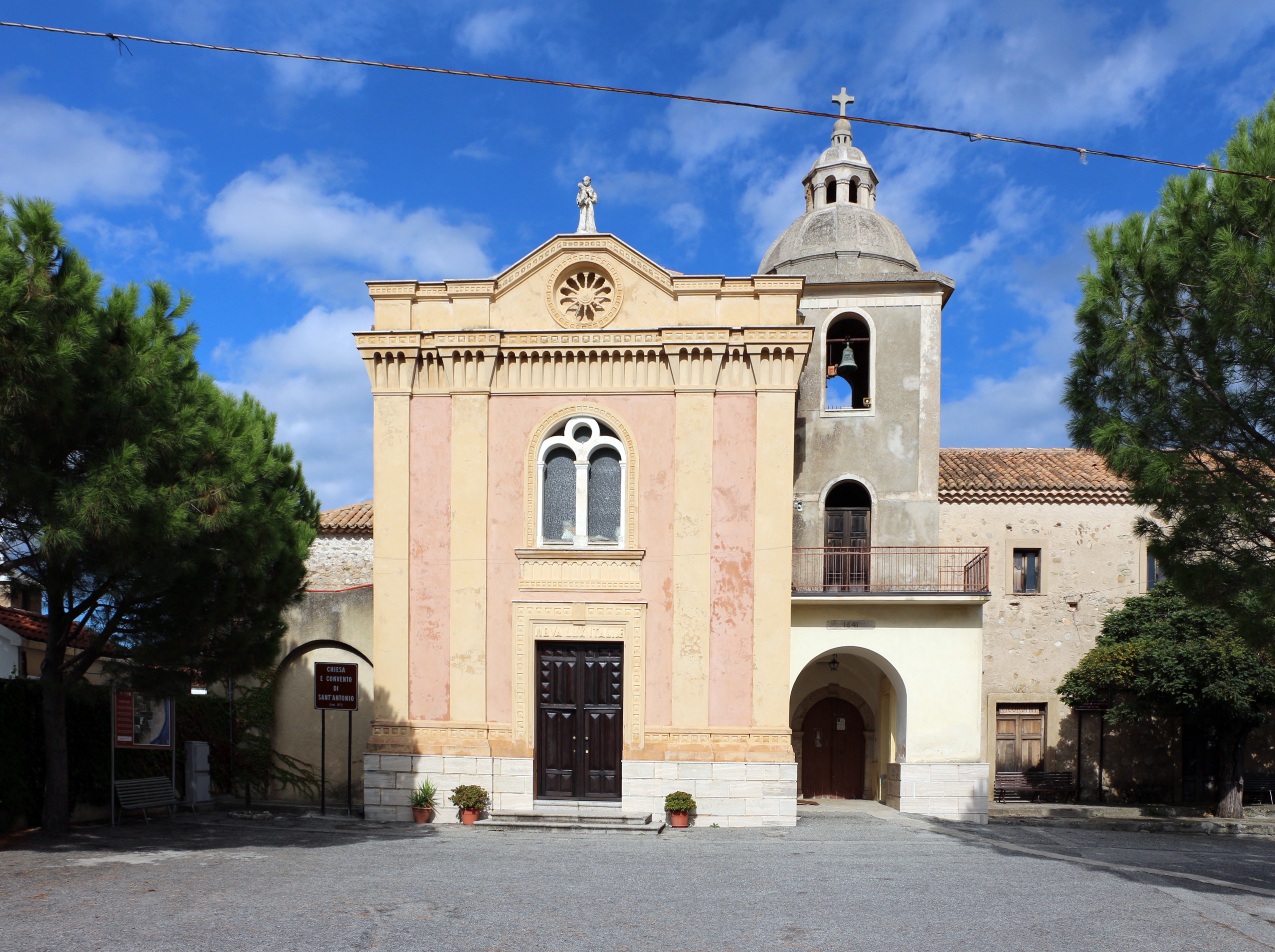
Convento di San Antonio
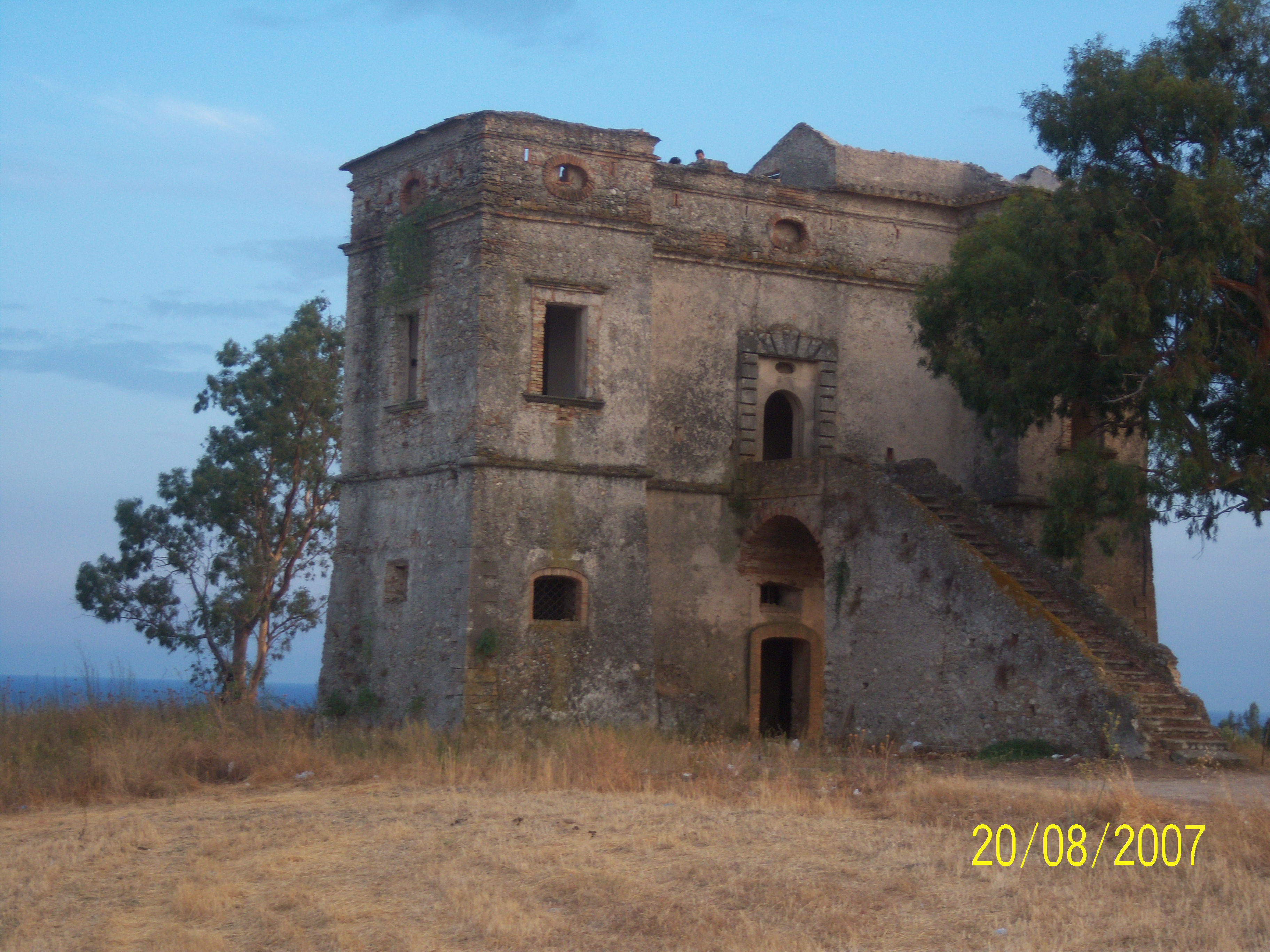
Castello San Fili
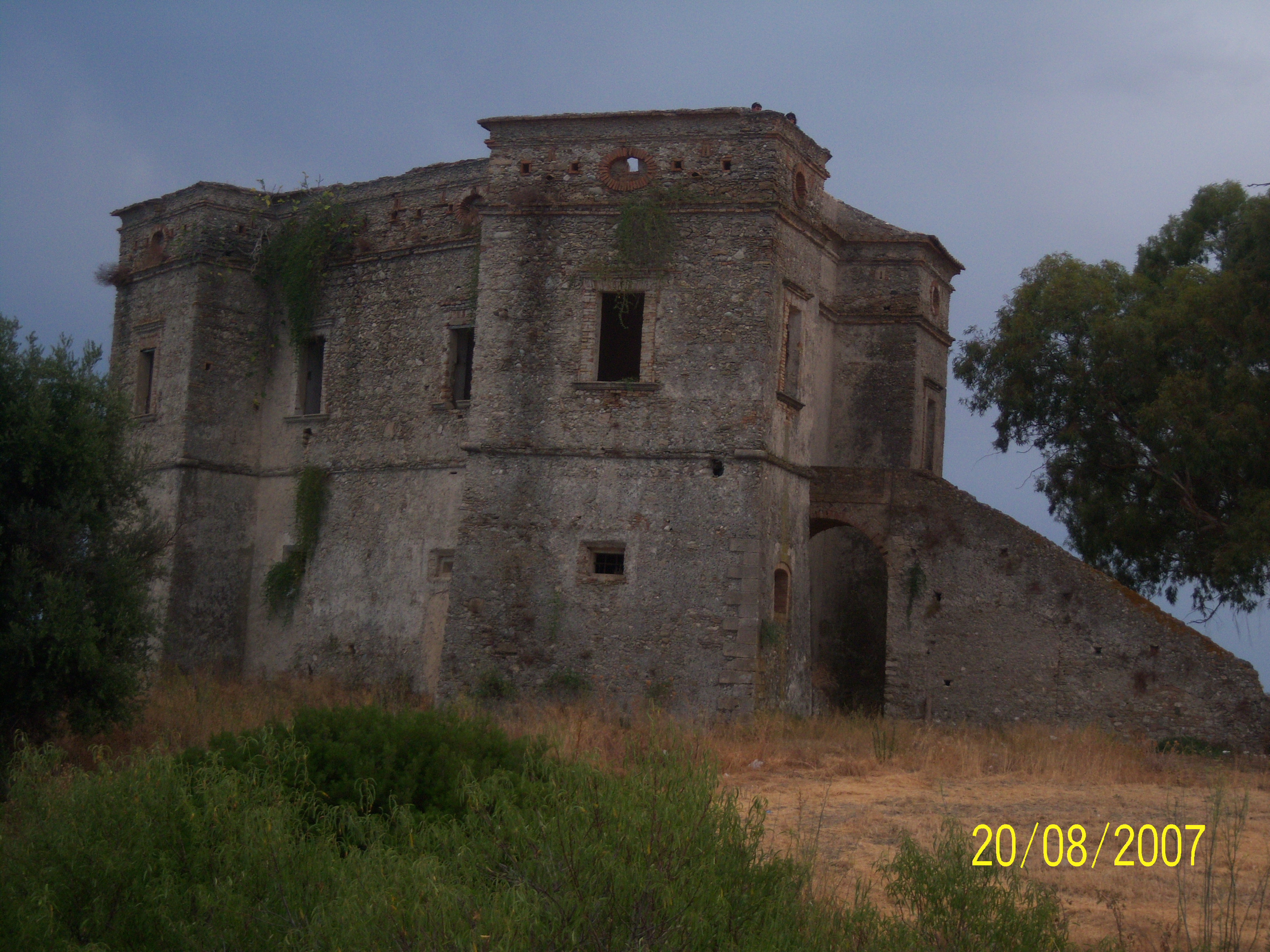
Castello San Fili
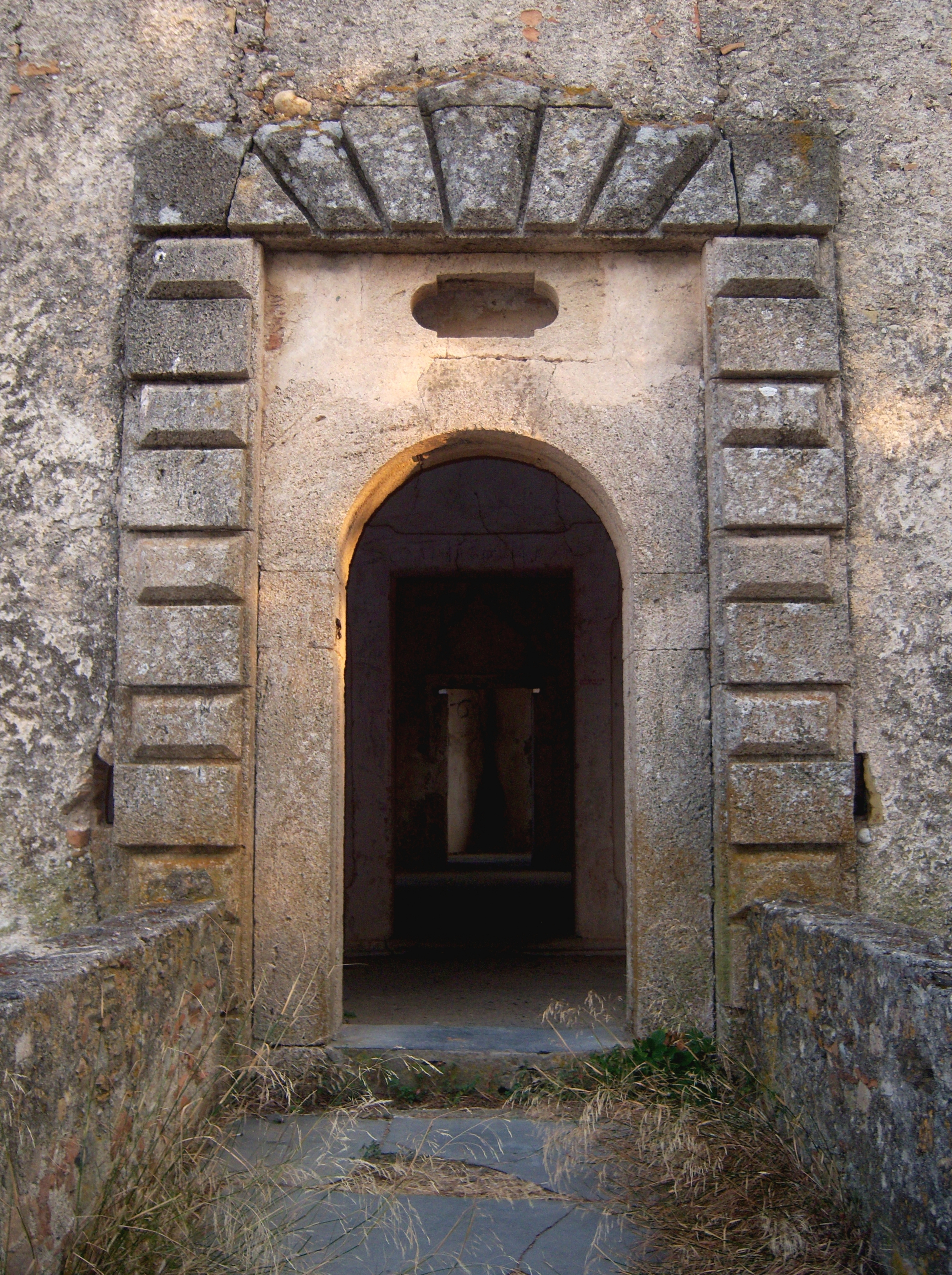
Portone del Castello San Fili
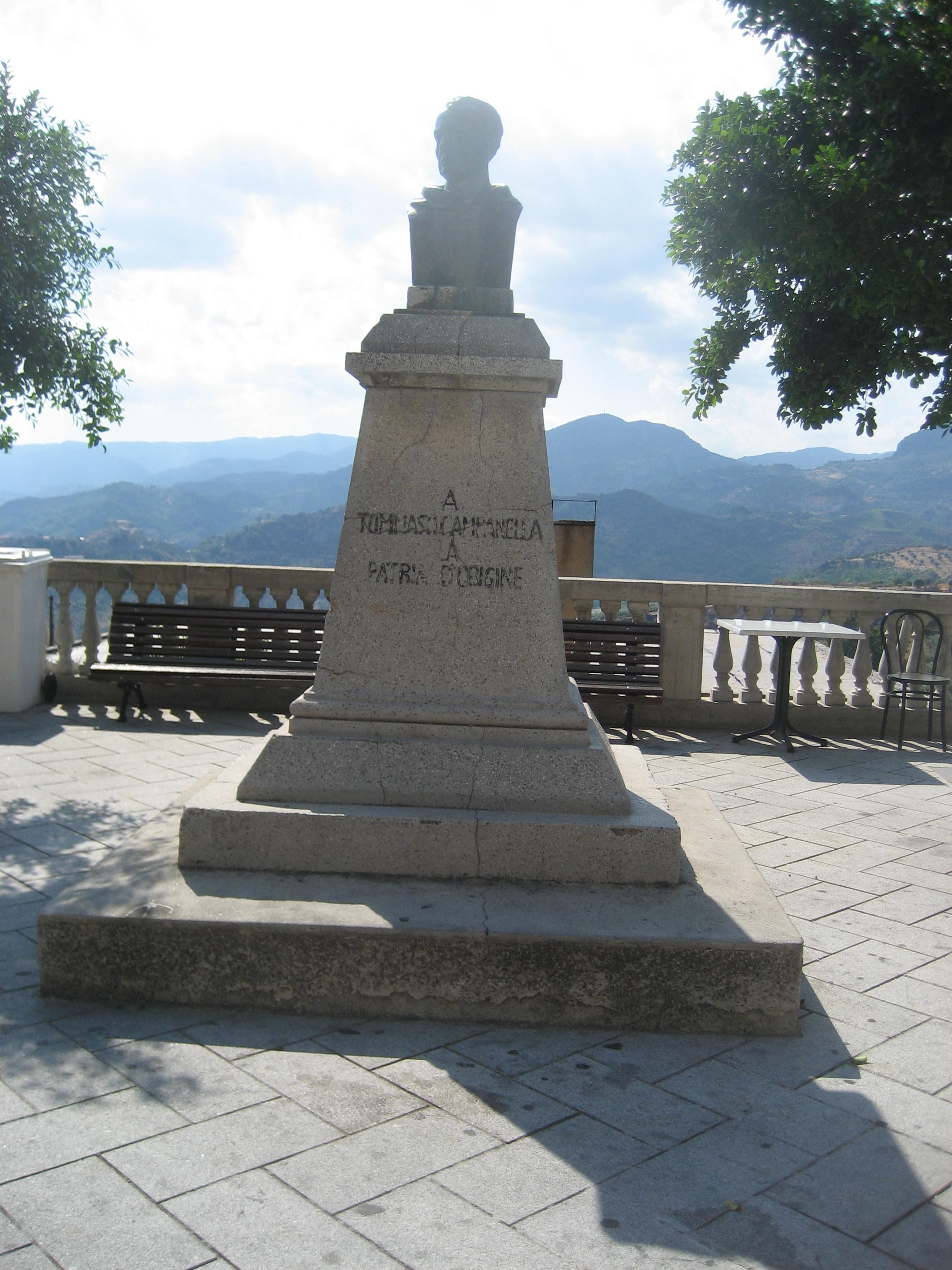
Busto dedicato a Tommaso Campanella